# Manuel Mora Izarra
Manuel Mora Izarra es un político venezolano, legislador en el Consejo Legislativo del Estado Mérida y el secretario general en Mérida del AD ad hoc dirigido por José Bernabé Gutiérrez.
Entre 1994 y 1999 fue diputado por el estado Mérida al Congreso por AD. En 2020 fue candidato a diputado por Mérida con Alianza Democrática.  Actualmente es legislador en el Consejo Legislativo del Estado Mérida.